# Ricardo Costa Álvarez
Ricardo Costa Álvarez (Las Palmas de Gran Canaria, España, 17 de septiembre de 1933 - Córdoba, España, 14 de mayo de 1968) fue un futbolista español que se desempeñaba como centrocampista. Falleció en accidente de circulación  en el final de su carrera deportiva con 34 años. Se estaba postulando para realizar funciones técnicas en el Córdoba Club de Fútbol.

## Clubes
| Club                       | País   | Año       |
| -------------------------- | ------ | --------- |
| Unión Deportiva Las Palmas | España | 1956-1958 |
| Córdoba Club de Fútbol     | España | 1958-1968 |